# Kedar Ghimire
Cedar Ghimire (Nepalí: केदार घिमिरे), conocido también como Magne Budo en una serie de televisión titulado "Meri Bassai". Es un actor, productor, artista de televisión y cantante nepalí. Además es considerado un icono de la televisión muy popular en Nepal.

## Carrera
Ghimire también es guionista, actor y productor de la famosa comedia de Nepal titulada Meri Bassai. En esta serie ha interpretado a su personaje principal llamado Magne Budho. Su diálogo más popular es "ahile Latta le diyera Bari ko pata ma maridinchu", que significa literalmente, "de una patada voy a tirar en el borde del campo". También ha cantado dos canciones que se basan en la situación política de Nepal. Entre ellos uno es "Loktantra Ganatantra", que se emite en su programa cómico Meri Bassai. Cedar Ghimire también actuó en una película de comedia titulada "Cha Cha Ekan" y tuvo mucho éxito de taquilla nominada como la mejor película. También actuó en otras series de televisión como Tito Satya y Jire Khursani, junto con famosos comediantes de la televisión como Deepak Raj Giri, Sitaram Kattel, Neeta Dhungana, Jeetu Nepal.